# إمدادات المياه والصرف الصحي في كندا
تكاد تكون إمدادات المياه والصرف الصحي في كندا عامة وشاملة للبلاد، وذات نوعية جيدة بوجه عام، ولكن لا يزال الافتقار إلى مياه الشرب النظيفة في العديد من مجتمعات الشعوب الأولى يمثل مشكلة قائمة. يُعد استخدام المياه في كندا مرتفعًا مقارنة بأوروبا، نظرًا لانخفاض التعريفات المفروضة على المياه، ولعدم أخذ قياسات استهلاك المياه لنحو 44% من المستخدمين.
على الرغم من التزام الحكومة الفيدرالية بتشجيع زيادة استرداد التكاليف، فإن 50% فقط من تكلفة صيانة وتشغيل البنية التحتية للمياه تُسترد بالفعل من المستخدمين عبر التعريفات، بينما يُمول الباقي من الضرائب.

## التوصيل
يكاد يكون توصيل خدمات إمدادات المياه في كندا شاملًا وعامًا للبلاد. فيما يتعلق بالصرف الصحي، فإن قرابة 75% من الكنديين يستفيدون من خدمات الصرف الصحي البلدية. أما الـ25% الباقية من السكان الكنديين فيُخدمون بأنظمة التخلُّص من الفضلات. 

## جودة الخدمة

### إمدادات المياه
يُحيط بكندا، من ثلاثة جوانب، المحيط الهادئ ومحيط القطب الشمالي والمحيط الأطلسي، وتتمتع كندا بخط ساحلي طوله أكثر من 243,000 كيلومتر. يؤدي ذلك، إلى جانب خصائص تضاريس ومناخ كندا، إلى وفرة موارد المياه العذبة.
بوجه عام، تتسم إمدادات مياه الشرب الكندية في المدن بجودة ممتازة وتتواصل إمداداتها. غير أنه في بعض الأحيان، وعلى الرغم من الجهود التي يبذلها مورّدو المياه على أفضل وجه، وفي بعض الحالات لأسباب خارجة عن سيطرتهم، يمكن أن تتلوث إمدادات المياه البلدية إما كيميائيًا أو بيولوجيًا. إذا حدث ذلك، يُنصح السكان عادة باتخاذ تدابير وقائية، مثل غلي الماء قبل استهلاكه. في السنة العادية، فيما يتعلق بخدمات البلدية لتوريد المياه، يُصدر نحو 500 تنبيه لغلي الماء، لمدة تتراوح عادة بين 3 و4 أيام، وغالبًا ما يحدث ذلك في ظروف بيئية قاسية تؤثر على جودة مصدر الإمداد بالمياه. كانت مأساة والكرتون من الحالات الشديدة للغاية فيما يخص سوء نوعية المياه، وهي سلسلة من الأحداث وقعت في عام 2000، صاحبت تلوث إمدادات المياه، في والكرتون بمقاطعة أونتاريو، ببكتيريا الإشريكية القولونية. في عام 2001، أضر تفشٍ مماثل، في نورث باتلفورد بمقاطعة ساسكاتشوان، ناجم عن طفيل خفية الأبواغ، بما لا يقل عن 5,800 شخص.

### إمدادات المياه في محميات الشعوب الأولى
تُعد إمدادات مياه الشرب الكندية في أراضي الشعوب الأولى دون المستوى، وذلك في العديد من المواقع، وهي مستمرة على هذا الحال منذ سنوات عديدة. 

### الصرف الصحي
تكون معالجة مياه الصرف الصحي لدى العديد من المدن والمجتمعات في جميع أنحاء كندا، إما غير كافية أو منعدمة. رغم أن بعض المجتمعات لديها محطات متقدمة لمعالجة مياه الصرف الصحي، فإن مجتمعات أخرى كثيرة تلقي النفايات السائلة غير المعالجة أو المعالجة على نحو سيئ في شبكات المياه الطبيعية. يجري نحو 15% من المجتمعات المحلية الداخلية فقط المعالجة الأولية لمياه الصرف الصحي. تواجه المجتمعات المحلية الساحلية أكبر التحديات، فغالبيتها لا يجري سوى المعالجة الأولية، والبعض الآخر لا يجري أي معالجة على الإطلاق. حتى عندما تتوفر المعالجة الكافية لمياه الصرف الصحي، فإن مياه الأمطار يمكن أن تؤدي إلى فيض شبكة الصرف الصحي، وهو ما يسمح لمياه الصرف الصحي غير المعالجة بالانسكاب مباشرة إلى الأنهار والبحيرات والمحيطات. 
في عام 1999، حصل نحو 97% من سكان كندا، المستفيدين من شبكات الصرف الصحي، على شكل من أشكال معالجة مياه الصرف الصحي. لم يكن الـ3% المتبقين متصلين بمرافق معالجة مياه الصرف الصحي في عام 1999، وكانوا يصرفون مياه الصرف الصحي غير المعالجة مباشرة في المجاري المائية المستقبلة. 

## استخدام المياه
يبلغ الاستهلاك السكني في كندا نحو 343 لترًا للشخص في اليوم، أو ما يقارب ضعف الكمية المستخدمة في البلدان الصناعية الأخرى، باستثناء الولايات المتحدة وأستراليا. وفقًا لأحد المصادر، فإن استخدام المياه في مدينة مونتريال، حيث يوجد القليل من عدادات المياه، مرتفع على نحو خاص، إذ بلغ نحو 1,278 لترًا للفرد يوميًا في عام 1999. 
وفقًا لوزارة البيئة الكندية، تمثل القطاعات التالية، الحصص التالية من استخدامات المياه البلدية:
- الاستهلاك السكني: 52%
- الاستهلاك التجاري: 19%
- الاستهلاك الصناعي: 16%
- فواقد التسرب: 13% [11]

مع ذلك، يشير قسم مختلف من نفس الموقع الشبكي الخاص بوزارة البيئة الكندية، إلى أن فواقد التسرب، في الواقع أعلى بكثير، إذ تصل إلى «ما يقارب 30%». 

## المعايير
وضعت المبادئ التوجيهية الخاصة بنوعية مياه الشرب الكندية لعام 1968، توجيهات بشأن معايير جودة مياه الشرب في كندا، والتي وضعتها وزارة الصحة الكندية مع حكومات المقاطعات والأقاليم، وحددت التركيزات القصوى المقبولة لهذه المواد في مياه الشرب. صُممت المبادئ التوجيهية لمياه الشرب لحماية صحة أضعف أفراد المجتمع، مثل الأطفال والمسنين. تحدد المبادئ التوجيهية المعايير الأساسية التي ينبغي أن تسعى كل شبكة مياه لتحقيقها، من أجل توفير مياه الشرب الأكثر نظافة وأمانًا وموثوقية قدر الإمكان. 
تحتاج ثلاث مقاطعات كندية إلى تطهير جميع إمدادات المياه العامة، بينما تحتاج مقاطعات أخرى إلى تطهير إمدادات المياه السطحية فقط.
بدأ نفاذ المعايير الخاصة بجودة المياه المستعملة أو مياه الصرف الصحي في  18يوليو 2012. 

## مسؤولية إمدادات المياه والصرف الصحي
في حين أن المسؤولية عن توفير خدمات الإمداد بالمياه والصرف الصحي في كندا تقع على عاتق البلديات، فإن حكومات المقاطعات والحكومة الفيدرالية تتحمل أيضًا مسؤوليات هامة تتعلق بوضع المعايير والبحوث والتنظيم الاقتصادي وإدارة الموارد المائية. نظرًا إلى أن جميع المستويات الحكومية لديها أدوات رئيسية للسياسات العامة والتنظيمية، وينطبق ذلك على المياه والصرف الصحي، تتمثل أحد التحديات الرئيسية في ضمان تطوير هذه الأدوات واستخدامها على نحو تعاوني. يؤدي المجلس الكندي لوزراء البيئة -الذي يتألف من 14 وزيرًا للبيئة من الحكومة الفيدرالية وحكومات المقاطعات والأقاليم- دورًا هامًا في تطوير الاستراتيجيات والمعايير والمبادئ التوجيهية الوطنية المتعلقة بإمدادات المياه والصرف الصحي. 

تظهر الحاجة إلى التعاون بين مختلف مستويات الحكومة وصعوبته، في مناقشة الاستراتيجية الوطنية المقترحة لمياه الصرف الصحي البلدية. وفقًا للجمعية الكندية لمياه الشرب ومياه الصرف الصحي: 
«تواجه كندا مجموعة متنوعة من النهج الإقليمية والمحلية (تجاه مياه الصرف الصحي والجوامد الحيوية) لا تتسق مع التشريعات الفيدرالية، وليس لدينا أي هيكل لإجراء مناقشة رشيدة تستند إلى العلم، للسياسات والمتطلبات التنظيمية التي تمكننا من تحديد وتعزيز الاستخدام المفيد لهذه الموارد البيئية».

تي. دونكان إليسون، المدير التنفيذي، الجمعية الكندية لمياه الشرب ومياه الصرف الصحي. 